# Burdinale
De Burdinale is een riviertje in de Belgische provincie Luik. Het ontspringt in Le Moinil, een gehucht van Waret-l'Évêque op de grens met Burdinne, en stort zich 8 kilometer verderop, ter hoogte van Huccorgne, in de Mehaigne. De eerste kilometer vanaf de bron loopt de Burdinale doorheen een vochtig en vrij vlak weidelandschap, maar vanaf Lamontzée slingert het zich door een verrassend diepe, bosrijke vallei. Het debiet is beperkt maar snel en overstromingen zijn eerder zeldzaam.